# Alfred Tatar

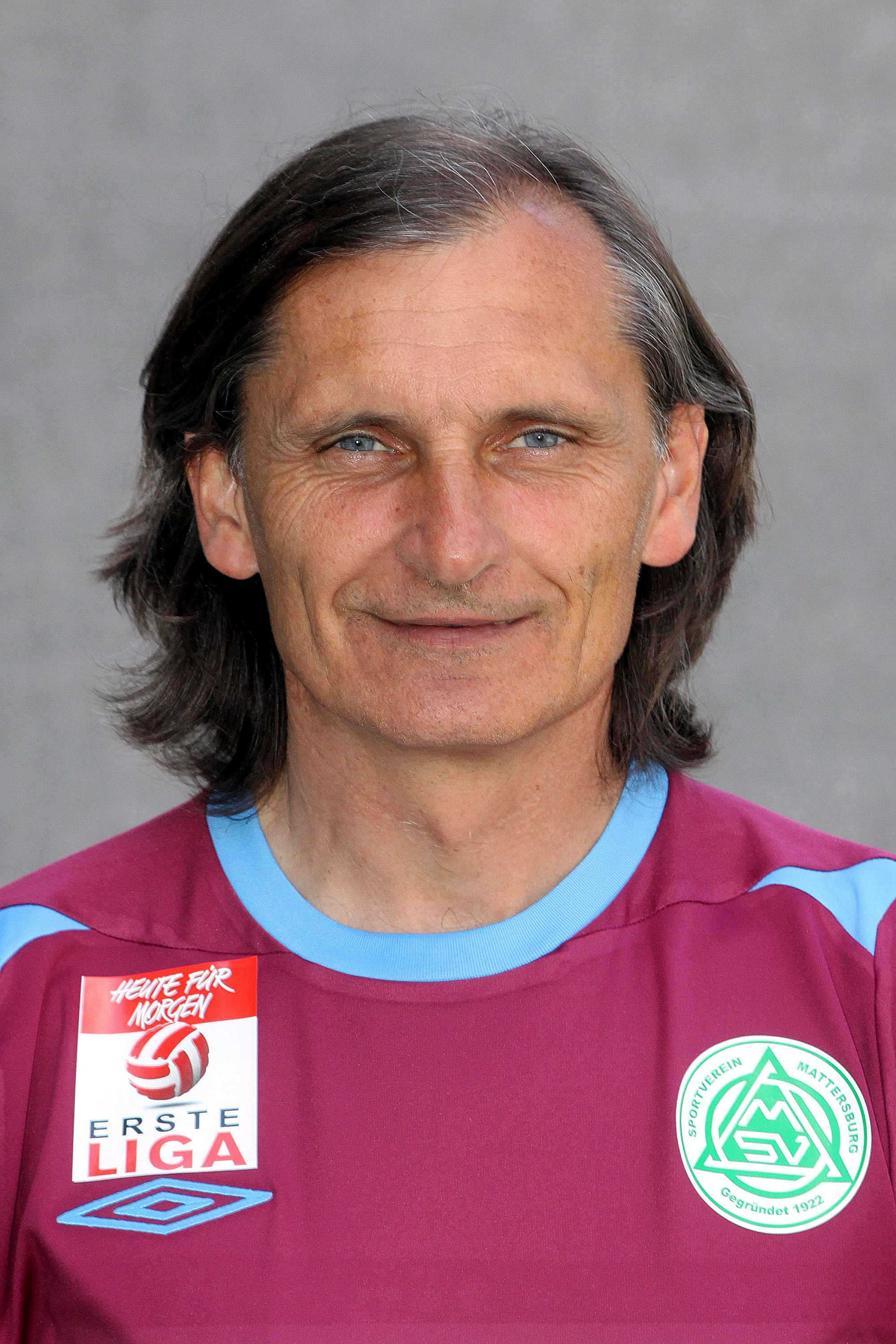
Alfred Tatar als Trainer der SV Mattersburg und…

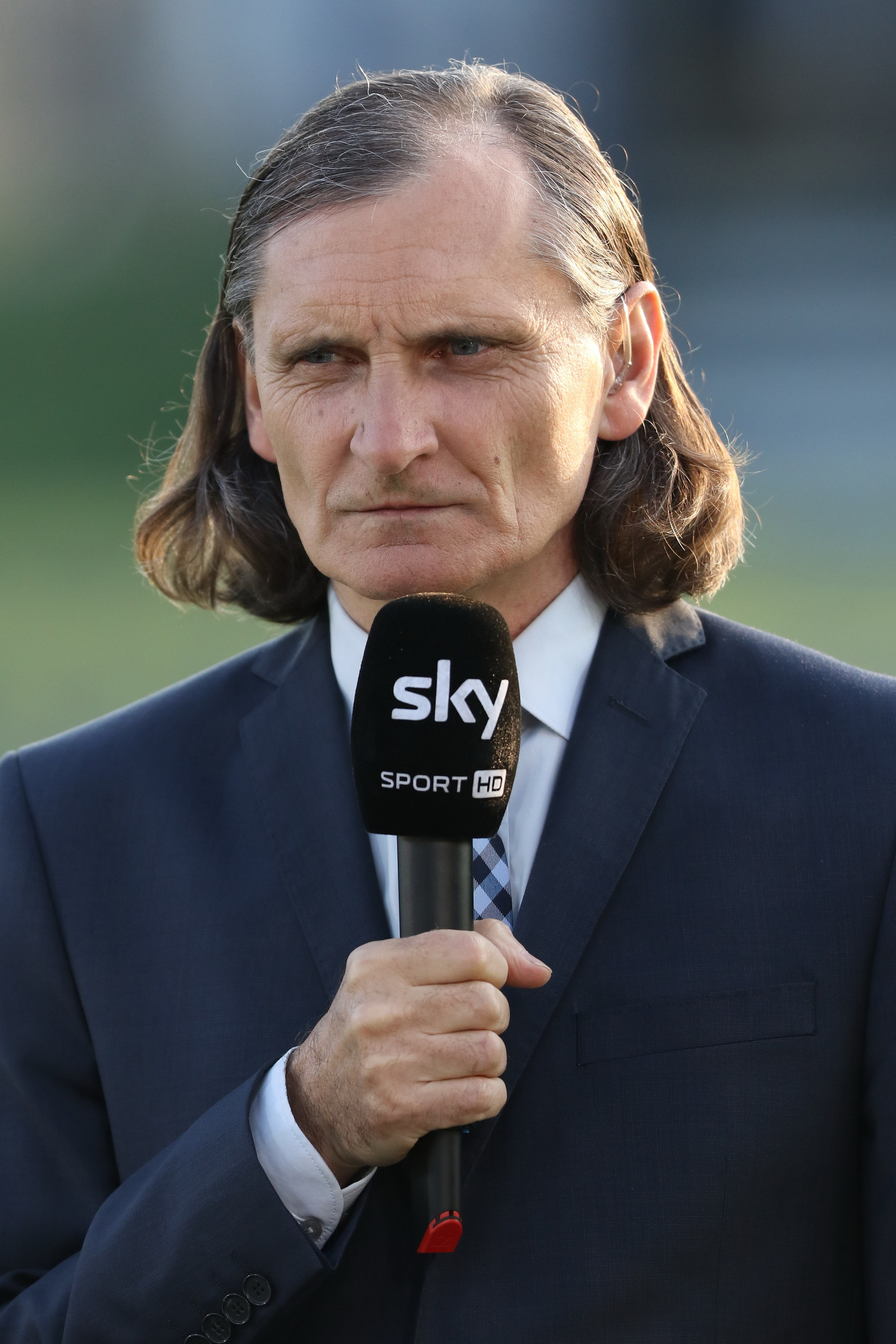
…als Experte für den Pay-TV-Sender sky-Sport-Austria

Alfred Tatar (* 8. August 1963 in Zillingdorf) ist ein ehemaliger österreichischer Fußballspieler und -trainer. Für den Pay-TV-Anbieter Sky ist er derzeit wieder als Experte tätig. Dort erwarb er sich durch seine kritisch-sarkastischen und unkonventionellen Anmerkungen den Ruf eines „Trainer-Philosophen“.
Als Spieler begann er beim SC Wiener Neustadt, wo er auch eine Ausbildung im dortigen Leistungszentrum absolvierte, danach war er unter anderem beim First Vienna FC, VSE St. Pölten und dem Wiener Sport-Club aktiv. Mit der österreichischen U-20-Nationalmannschaft nahm er an der Junioren-Fußballweltmeisterschaft 1983 in Mexiko teil und führte das Team dabei als Mannschaftskapitän an.
Erste Stationen als Trainer waren: Lokomotive Moskau, Amkar Perm, Admira Wacker (2003/04) (jeweils als Co-Trainer von Raschid Rachimow) und SV Ried (1. Juli 2001 bis 30. Juni 2002). Die Rieder belegten unter ihm den neunten Platz und schafften daher den Klassenerhalt.
Seit dem 30. August 2010 bis Saisonende 2013 war Tatar Trainer des Wiener Traditionsvereins Vienna.
Im Spieljahr 2010/11 wurde die Vienna Vorletzter vor Absteiger SV Gratkorn, Trainer Alfred Tatar gelang es aber, die Relegationsspiele gegen den Meister der Regionalliga Ost, SC-ESV Parndorf 1919, mit 3:0 und 2:1 zu gewinnen. Im Folgejahr sicherten sich die Döblinger unter Tatar in der 36. und letzten Runde den achten Platz und wahrten so den Klassenerhalt in der Ersten Liga. In der Saison 2012/13 schlug sich die Vienna ausgezeichnet und belegte mit 46 Punkten den 7. Platz. Auch als Trainer sorgte er durch unkonventionelle Sprüche für Furore, unter anderem durch seine Antithese-Aussage zum FC Barcelona. Am Ende der Saison gaben die Vienna und Tatar jedoch die einvernehmliche Trennung bekannt.
Tatar wurde in einer Pressekonferenz am 10. Juni 2013 als neuer Trainer des Bundesliga-Absteigers SV Mattersburg vorgestellt. Weil seine Mannschaft nach zwölf Runden nur auf dem 6. Platz lag, wurde er am 7. Oktober 2013 beurlaubt.
Seit der Saison 2015/16 ist Alfred Tatar für den Pay-TV-Anbieter Sky wieder als Experte tätig. Zuerst nur für die zweitklassige Erste Liga, ab der Saison 2016/17 auch für die Bundesliga.